# Błonie (gemeente)
De gemeente Błonie is een stad- en landgemeente in het Poolse woiwodschap Mazovië, in powiat Warszawski zachodni.
De zetel van de gemeente is in Błonie.
Op 30 juni 2016 telde de gemeente 21325 inwoners.

## Oppervlakte gegevens
De gemeente heeft een oppervlakte van 85,84 km², waarvan:
- agrarisch gebied: 86%
- bossen: 0%

De gemeente beslaat 16,11% van de totale oppervlakte van de powiat.

## Demografie
Stand op 30 juni 2004:
| Omschrijving                   | Totaal | Totaal | Vrouwen | Vrouwen | Mannen | Mannen |
| ------------------------------ | ------ | ------ | ------- | ------- | ------ | ------ |
| eenheid                        | aantal | %      | aantal  | %       | aantal | %      |
| inwoners                       | 19 700 | 100    | 10 347  | 52,5    | 9349   | 47,5   |
| bevolkingsdichtheid (inw./km²) | 229,5  | 229,5  | 120,5   | 120,5   | 108,9  | 108,9  |

## Administratieve plaatsen (sołectwo)
Białutki, Białuty, Bieniewice, Bieniewo-Parcela, Bieniewo-Wieś, Błonie-Wieś, Bramki, Cholewy, Dębówka, Górna Wieś, Konstantów, Kopytów, Łaźniew, Łaźniewek, Łąki, Marysinek, Nowa Górna, Nowa Wieś, Nowe Faszczyce, Nowy Łuszczewek, Piorunów, Radonice, Radzików, Rochaliki, Rokitno, Stare Faszczyce, Stary Łuszczewek, Wawrzyszew, Witanów, Witki, Wola Łuszczewska, Żukówka.
Zonder de status sołectwo : Cesinek, Radzików-Wieś, Odrzywół, Pass, Rokitno-Majątek.

## Aangrenzende gemeenten
Baranów, Brwinów, Grodzisk Mazowiecki, Leszno, Ożarów Mazowiecki, Teresin